# Agni IV
Pour un article plus général, voir Agni (missile).
Agni IV est un missile balistique à moyenne portée (3 500 kilomètres) développé par l'Inde qui a été testé pour la première fois en 2011 et est déployé depuis 2018. Il emporte une ogive nucléaire de 40 kilotonnes d'équivalent TNT.   

## Contexte
Le développement de la famille de missiles balistiques sol-sol indien Agni remonte à 1982 lorsque le gouvernement indien d'Indira Gandhi, favorable aux armes nucléaires, confie au DRDO (agence chargée du développement des matériels militaires indiens) la mission de développer le programme IGMDP (en anglais : Integrated Guided Missile Program) dont l'objectif est de mettre au point les systèmes de missiles modernes nationaux (missiles antichars, antiaériens et missiles sol-sol tactiques et stratégiques). Pour les missiles balistiques conçus pour emporter une ogive nucléaire, les responsables du programme choisissent de développer en parallèle les missiles Prithvi à ergols liquides pour la courte  portée  et les missiles Agni à propergol solide pour les portées plus lointaines. Le développement des missiles Agni s'appuie largement sur le technologies mises au point pour le lanceur civil à propergol solide SLV qui effectue son premier vol réussi en 1980. Le missile Agni IV (également désigné Agni IIAT, Agni II+ ou Agni IIP) à moyenne portée est la quatrième réalisation de la série des Agni. Il s'agit d'une version évoluée de l'Agni II, moins puissante que l'Agni III déjà développé, qui permet de mettre au point de manière opérationnelle de nouvelles technologies. Le premier tir du missile a lieu en 2011.  

## Caractéristiques techniques
L'Agni IV est un missile balistique à moyenne portée (4 000 kilomètres pour une charge utile de 1,5 tonne) bi-étages à propergol solide. Il s'agit d'une version améliorée de l'Agni II caractérisée par un diamètre accru du premier étage (1,3 mètre au lieu de 1 mètre), le recours au composite carbone pour l'enveloppe du deuxième étage et un véhicule de rentrée ayant recours au composite carbone pour le protéger de l'échauffement. Le missile est long de 19 mètres et sa masse au lancement est de 20 tonnes. Le premier étage est  long de 12 mètres pour un diamètre de 1,3 mètre et sa masse est d'environ 20 tonnes. L'enveloppe est réalisée en acier 250-Maraging et le propergol solide est chargé en deux segments.

## Utilisation
L'Agni IV est conçu pour être tiré d'une plateforme mobile routière ou ferroviaire. Il est armé avec une ogive nucléaire de 40 kilotonnes d'équivalent TNT. Le déploiement de ce missile était en cours en 2018. 